# Лапид, Лихи
Лихи Лапид (ивр. ליהיא לפיד‎, род. 12 мая 1968, Арад, Израиль) — израильская писательница, фотожурналистка и газетный обозреватель. Она активистка в защиту людей с ограниченными возможностями. Её муж — Яир Лапид, бывший премьер-министр Израиля.

## Ранние годы и образование
Родилась под именем Лихи Манн (ליהיא מן) и выросла в Араде, Израиль. Её семья имеет ашкеназское происхождение, корни из Польши, Германии и Австрии. Она училась в Высшей школе искусств Тельмы Йеллин, Школе искусств Камера-обскура и Тель-Авивском университете. 

## Карьера
Во время службы в Армии обороны Израиля Лапид работала фотографом для журнала Бамахане. Она была обозревателем «Едиот ахронот» в течение 15 лет. В апреле 2019 года, после того как она взяла отпуск для предвыборной кампании в защиту супруга, газета не приняла её обратно на работу. В 2008 году она написала роман и мемуары под названием «Доблестные женщины».
Лапид — феминистка и защитница интересов людей с ограниченными возможностями. У неё есть дочь-аутист. Лапид — президент ШЕКЕЛЬ, общественной организации для людей с особыми потребностями.

## Личная жизнь
Со своим будущим супругом Яиром Лапидом Лихи Лапид познакомилась, когда служила в израильской армии. У них есть сын и дочь, они проживают в Рамат-Авив-Гимель, Тель-Авив, Израиль. У неё было два выкидыша, и она провела шесть месяцев в постельном режиме, прежде чем родила сына.
Её религиозная принадлежность была поставлена под сомнение проповедником мессианского иудаизма, который утверждал, что она и её муж также верят в Иисуса, хотя позже он отказался от своего заявления и извинился на видео. В октябре 2022 года на её веб-сайте появилась пустая страница под названием «Иисус определённо на другой стороне», которая была немедленно удалена, а её веб-сайт заблокирован её командой. Похожий инцидент произошёл в январе 2022 года, когда в результате веб-атаки была создана страница, содержащая Иисуса в заголовке и тарабарщину в содержании статьи.

## Избранные труды
- Lapid, Lihi. ha-Ḳesharim / Lihi Lapid, Miriam Tovia, Ramat Gan Muzeʼon le-omanut Yiśreʼelit. — Ramat Gan : Muzeʼon le-omanut Yiśreʼelit, 1994.
- Lihi, Lapid. Woman of Valor. — Gefen, 2013. — ISBN 978-965-229-640-5.